# 2778 Tangshan
2778 Tangshan (1979 XP) là một tiểu hành tinh vành đai chính được phát hiện ngày 14 tháng 12 năm 1979 bởi Đài thiên văn Tử Kim Sơn ở Nanking.